# Vittorio Fossombroni

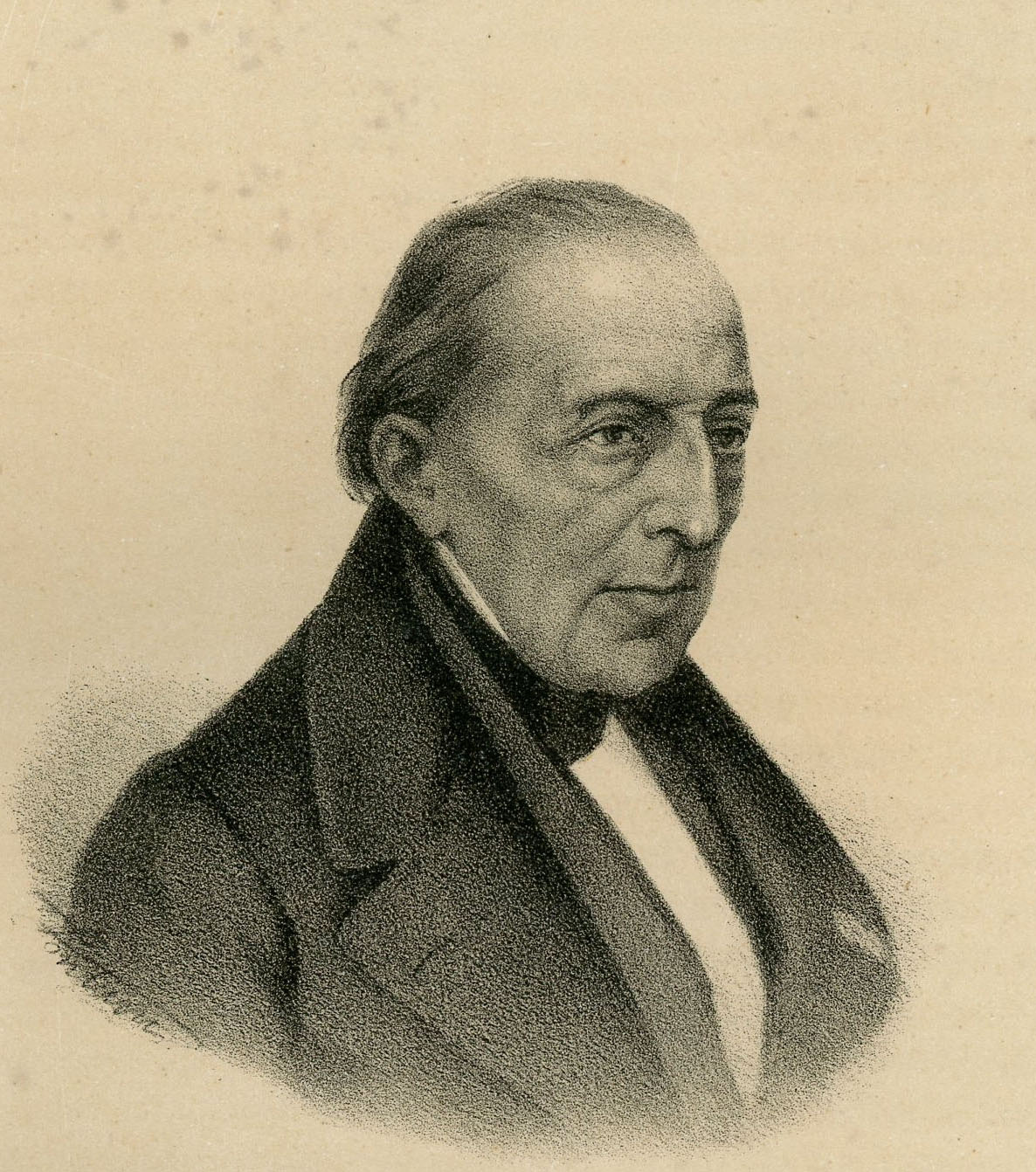
Vittorio Fossombroni

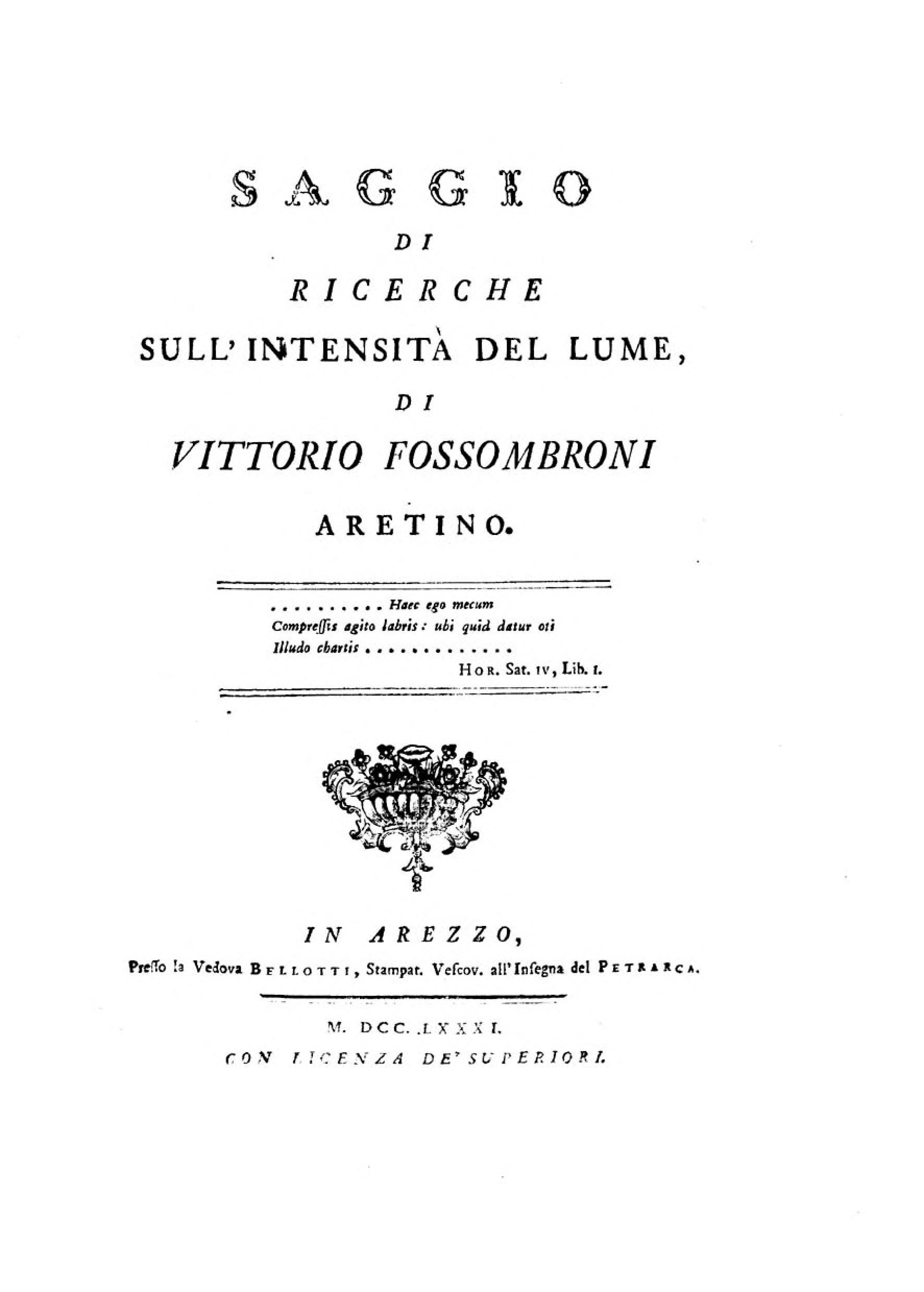
Saggio, 1781

Vittorio, conde Fossombroni (1754-1844) fue un estadista, matemático e ingeniero toscano nacido en Arezzo. 
Fue educado en la Universidad de Pisa, donde se dedicó a las matemáticas. Obtuvo un nombramiento oficial en La Toscana en 1782, y doce años después fue encargado por el gran duque de la dirección de los trabajos para el drenaje de las zonas pantanosas y la construcción del Canal Maestro del Valle de Chiana, uno de los cuatro valles que rodean Arezzo. Sobre este tema publicó un libro en 1789.
En 1796 fue nombrado ministro de asuntos exteriores, pero la ocupación francesa de la Toscana en 1799 le hizo huir a Sicilia. Al constituirse el gran ducado del efímero Reino de Etruria, bajo la reina regente María Luisa, fue 
nombrado presidente de la comisión de Finanzas. En 1809 fue a París como uno de los senadores de La Toscana para rendir homenaje a Napoleón.
Con la restauración de Gran Duque Fernando III en 1814, fue nombrado presidente de la comisión legislativa y designado primer ministro, una posición que retuvo bajo Gran Duque Leopoldo III. Su administración, que terminó sólo con su muerte, contribuyó enormemente a promover el bienestar del país. Fue el auténtico gobernador de la Toscana, y las bases de su gobierno fueron la igualdad de todos ante la ley, la honradez en la administración de justicia y la tolerancia en materia de opinión, pero fue totalmente negligente en la mejora moral del pueblo. Se casó a los setenta y ocho años, y doce años después murió en Florencia en 1844